# Aleksander Jan Kościuszko
Aleksander Jan Kościuszko (ur. 29 grudnia 1629, zm. 1711) herbu Roch III – sędzia skarbowy brzeski, pradziad Tadeusza Kościuszki.

## Życiorys
Syn Jana Kościuszki i Konstancji Orzeszkówny. W 1661 ożenił się z Teresą Denisewiczówną. Świadek wyboru Jana III Sobieskiego na króla Polski. Ojciec jedenaściorga dzieci wśród których byli: Faustyn Benedykt, Chryzostom i Ambroży Kazimierz Kościuszko (dziadek Andrzeja Tadeusza Bonawentury znanego jako Tadeusz Kościuszko).